# Наро, Грегорио
Грегорио Наро (итал. Gregorio Naro; 21 октября 1584, Рим, Папская область — 7 августа 1634, Риети, Папская область) — итальянский куриальный кардинал. Генеральный аудитор Апостольской Палаты с 19 января 1626 по 19 ноября 1629. Епископ Рьети с 6 февраля по 7 августа 1634. Кардинал-священник с 19 ноября 1629, с титулом церкви Санти-Кирико-э-Джулитта с 17 декабря 1629 по 7 августа 1634.